# Höhere Technische Bundeslehranstalt Krems

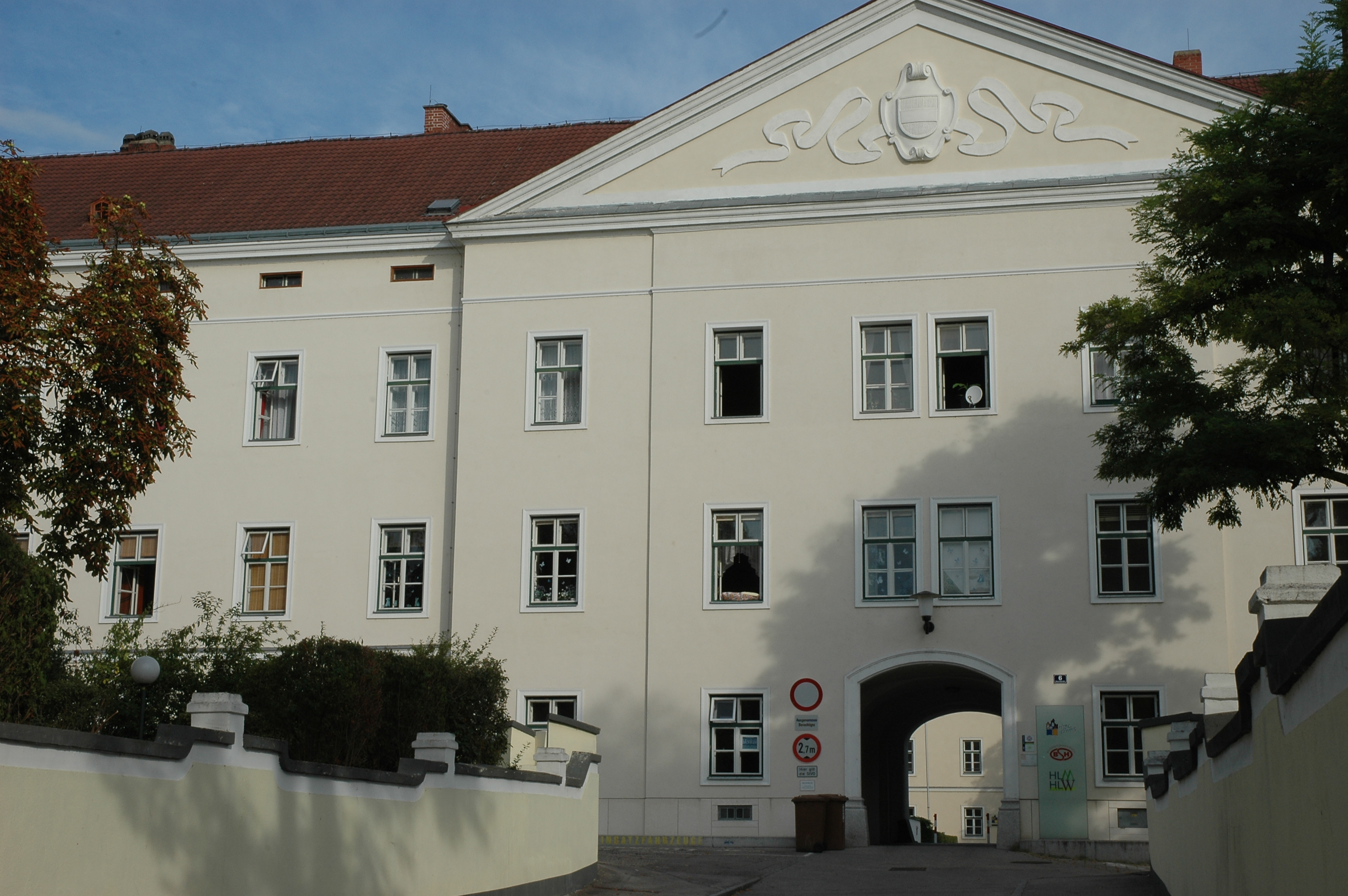
Die ehemalige Herbert-Kaserne, in der die HTL, die HLW/HLM, das BSH Krems und einige Wohnungen untergebracht sind.

Die Höhere Technische Bundeslehranstalt Krems (kurz HTBL Krems oder HTL Krems) ist eine Höhere Technische Lehranstalt im niederösterreichischen Krems an der Donau. Es gibt vier höhere Abteilungen, eine Fachschule und ein Kolleg.
Die HTL Krems ist in der ehemaligen Herbert-Kaserne angesiedelt.

## Abteilungen
In der HTL Krems gibt es drei bautechnische höhere Abteilungen, eine Fachschule für Bautechnik und eine höhere Abteilung für Informationstechnologie. In der Fachschule für Bautechnik werden im praxisnahen Unterricht Zimmerer und Maurer unterrichtet. In der IT wird am Ende der dritten Klasse nochmal zwischen Medien- und Informationstechnik unterschieden.

### Ausbildungsrichtungen
- Hochbau: Bauplanung, Holz-, Stahl- und Stahlbetonbau, u. a.
- Tiefbau: Brücken- und Tunnelbau, Wasserbau, Verkehrswegebau und Vermessung.
- Holzbau: Tragwerke im Holzbau und deren Verbindungen, Bauplanung, Ingenieurholzbau, Bauphysik
- Informationstechnologie: Programmierung in den Sprachen C#, Java und Assembler, Mikrocontroller Programmierung, Datenbankverwaltung, Medientechnik und Netzwerktechnik, Vertiefung KI

## Versuchsanlage
Die Versuchsanlage der HTL Krems wurde teilweise von Schülern im Praxisunterricht selbst gebaut. Hier werden verschiedenste Versuche in den Bereichen Baukonstruktionslehre und Bauphysik durchgeführt. Dazu stehen zwei Gebäude mit Messstationen, Photovoltaik- und Solaranlagen, ein Eisspeicher und Versuchsfelder zur Verfügung. Die Anlage wurde mit Hilfe der Firmen Schnauer, Rieder, Strabag, Isocal, Svoboda und Immosolar gebaut.